# Жураковська Інна Олександрівна
І́нна Олекса́ндрівна Журако́вська (* 1956) — українська вершниця. Учасниця Олімпійських ігор-1992.

## З життєпису
Народилася 1956 року в місті Іллінці. Здобула срібну нагороду Чемпіонату Європи з виїздки-1991.
Виступала за Об'єднану команду в двох змаганнях на літніх Олімпійських іграх 1992 року.
Станом на 2020 рік — тренерка з виїздки.